# Open University of Israel

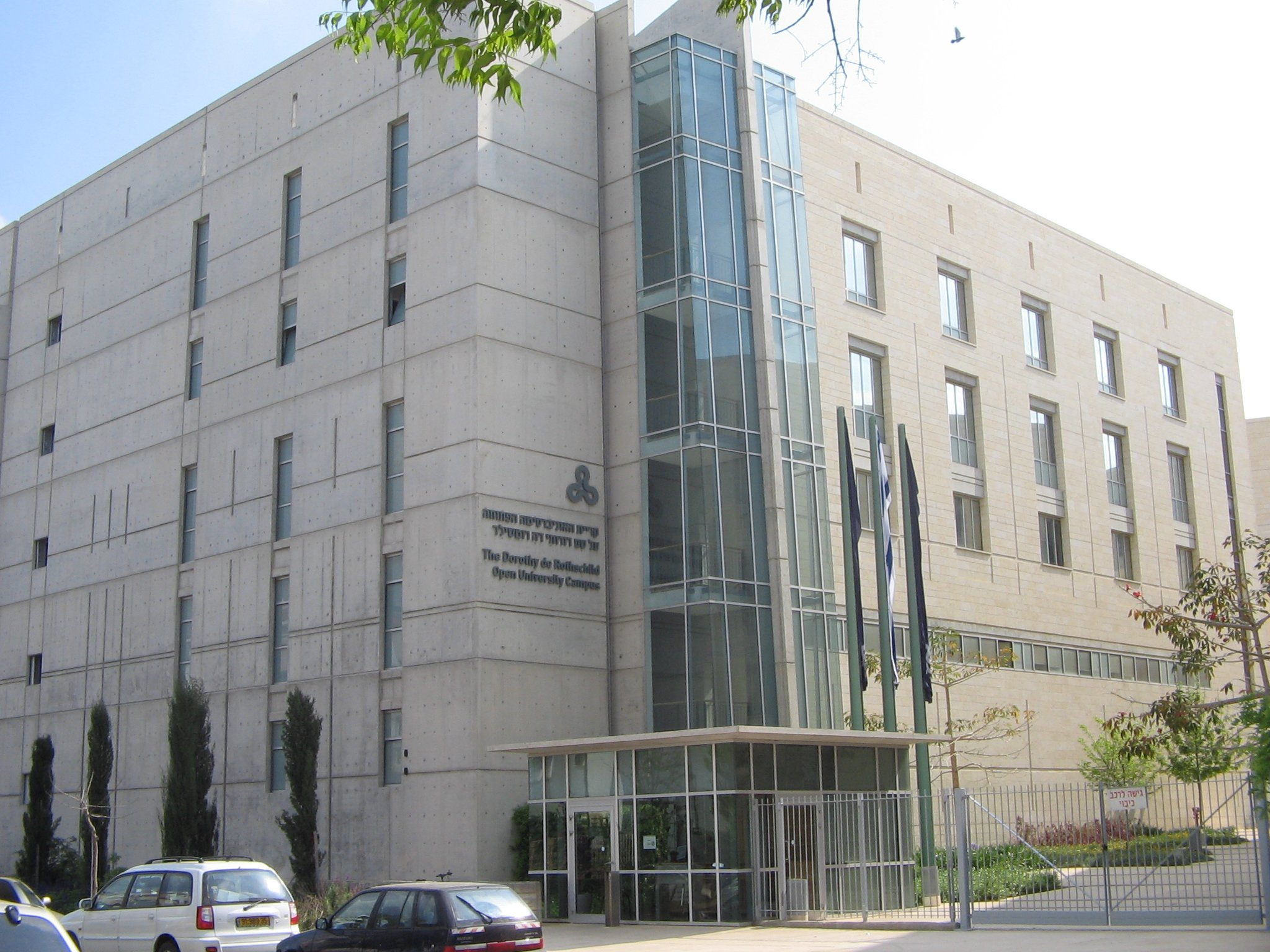
budova kampusu Open University of Israel

Open University of Israel (hebrejsky: האוניברסיטה הפתוחה, ha-Universita HaPtucha) je izraelská univerzita nacházející se ve městě Ra'anana v Izraeli, která byla založena roku 1974. Jedná se o jednu z hlavních izraelských univerzit s největším počtem studentů - v roce 2006 přibližně 39 000 studentů.